# Kaleen (sångare)
Kaleen, artistnamn för Marie-Sophie Kreissl, född 12 november 1994 i Wels, är en österrikisk sångare som representerade Österrike i Eurovision Song Contest 2024 med låten "We Will Rave".